# Evilive II
Evilive II es el álbum en vivo más raro en la historia de la banda estadounidense The Misfits, ya que únicamente estuvo disponible para los miembros del Fiend Club y nunca salió a la venta en tiendas de discos. La grabación consiste prácticamente en sesiones en vivo de conciertos de The Misfits de 1997 a 1998, con Michale Graves en la voz, Jerry Only en el bajo eléctrico, Doyle Wolfgang von Frankenstein en la guitarra eléctrica y Dr. Chud en la batería. 
Este disco es un artículo de colección para seguidores.
El primer Evilive se lanzó durante la era de la banda de 1977-1983 con Glenn Danzig como vocalista.

## Listado de temas
| N.º | Título                | N.º | Título                         |
| --- | --------------------- | --- | ------------------------------ |
| 1.  | Abominable Dr. Phibes | 11. | Hate the Living, Love the Dead |
| 2.  | American Psycho       | 12. | Shining                        |
| 3.  | Walk Among Us         | 13. | Don't Open Til' Doomsday       |
| 4.  | The Hunger            | 14. | This Island Earth              |
| 5.  | From Hell They Came   | 15. | Where Eagles Dare              |
| 6.  | Speak of the Devil    | 16. | Bullet                         |
| 7.  | Last Caress           | 17. | Vampira                        |
| 8.  | Dig Up Her Bones      | 18. | Haunting                       |
| 9.  | American Nightmare    | 19. | Die Die my Darling             |
| 10. | Day of The Dead       |     |                                |

- Datos: Q1934721